# 중화민국 행정원회의
중화민국 행정원회의(중국어: 中華民國行政院會議)는 중화민국 행정원의 결정기관이다. 중화민국 헌법 제58조에 소관규정이 기재되어 있다. 행정원장, 행정원 부원장, 각부수장, 행정원정무위원의 회의를 구성하고 행정원장이 행정원회의의 주석이 된다. 행정원장 출석이 불가할 시에는 행정원부원장이 대리로 주석이 된다. 행정원장과 행정원 부원장이 전부 출석이 불가할 시에는 출석한 인원 중에 일인이 대리로 주석을 맡는다. 법정인원의 과반수 이상이 출석해야 회의가 성립된다. 행정원회의는 원칙적으로 매주 목요일에 개회된다. 필요시 행정원장에 의해 수시로 개회할 수 있다.

## 결정 사항
- 긴급명령의 발포
- 법률안, 예산안, 계엄안, 특사안, 선전포고안, 조약안
- 각부의 공통 관계사항
- 기타 중요사항

## 같이 보기
- 중화민국 행정원